# Araeoncus duriusculus
Araeoncus duriusculus là một loài nhện trong họ Linyphiidae.
Loài này thuộc chi Araeoncus. Araeoncus duriusculus được Lodovico di Caporiacco miêu tả năm 1935.